# 대협곡
《대협곡》(영어: Grand Canyon Suite)은 퍼디 그로페가 1929년부터 1931년까지 작곡한 관현악 모음곡이다.
미국의 유명한 국립공원 '그랜드 캐년'의 절경을 색채적인 음화(音畵)로 묘사한 모음곡이다. 다음의 5악장으로 구성되어 있다.
1. '일출'(Sunrise)
2. '오색 사막'(Painted Desert)
3. '산길에서'(On the Trail)
4. '일몰'(Sunset)
5. '호우'(Cloudburst)

노새를 타고 산길을 내려오는 '산길에서'는 그 중에서도 특히 유명하다.